# زکریا احمد

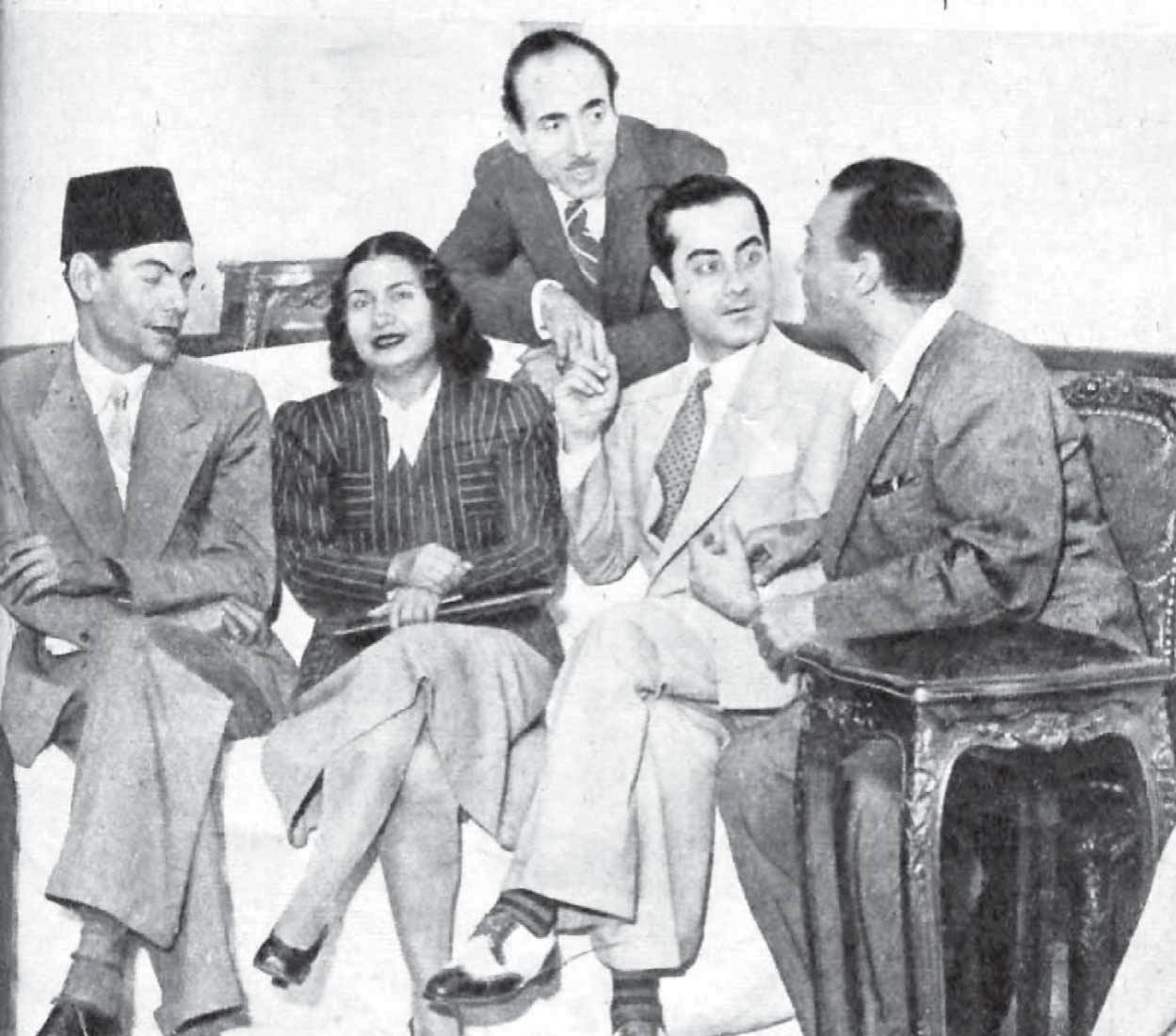
زکریا احمد در راست با ام کلثوم، نفر دوم از چپ

زکریا احمد، (به عربی: زكريا أحمد) (۱۸۹۶–۱۹۶۱) موسیقی‌دان و آهنگساز مشهور مصری بود.

او را از اعجوبه‌های موسیقی جهان عرب می‌دانند.

## زندگی و تحصیلات
پدر وی حافظ قرآن و مصری بود و مادرش اصلیت ترکی داشت. آن‌ها کسانی بودند که عشق خود را به موسیقی به او تزریق کردند، او آواز خواندن آهنگ‌های عربی و ترکی را هنگامی که جوان بود شروع کرد.
زکریا احمد در سنین جوانی وارد الازهر شد و بسرعت آوازه او به عنوان یک کسی که صدای زیبایی دارد بین دوستانش پیچید. وی موسیقی را نزد علی الشیخ و ابراهیم القبانی آموخت.

## فعالیت هنری
زکریا پس از آموزش موسیقی سرانجام در سال ۱۹۱۹ آهنگ سازی را آغاز کرد. او در ابتدا آهنگ‌هایی با زمینه مذهبی می‌ساخت ولی بعدها به ساختن آهنگ‌هایی با محتوای مردمی و اجتماعی روی آورد. او بسیاری از قطعات را در یک سبک سنتی مصری مصور ساخته‌است.
وی در سال ۱۹۳۱ ساختن آهنگ برای ترانه‌های ام کلثوم را شروع کرد. او همچنین آهنگ تعدادی از فیلم‌هایی که ام کلثوم در آن‌ها ترانه اجرا کرده را ساخته‌است. زکریا در دهه چهل آهنگ تعدادی از ترانه‌های بلند کلاسیک را ساخته‌است.
آهنگ‌های او دارای عمق و اصالت ویژه عربی بوده و به همین خاطر زکریا را به عنوان یکی از پیشتازان پیشرفت موسیقی در جهان عرب می‌دانند.
از زکریا بیش از ۵۰۰ آهنگ بجای مانده‌است. وی قطعاتی نیز برای فیلم‌های مختلف تولید و برای ام کلثوم نیز آهنگ ساخته‌است.

## وفات
زکریا احمد در حالی که به پدر موسیقی جهان عرب شهرت یافته بود، سرانجام در ۱۴ فوریه در سال ۱۹۶۱ در سن ۶۵ سالگی درگذشت.

## پیوند بیرونی
- Recording of the composition Ahedni Ya Albi